# Protodacnusa effunda
Protodacnusa effunda är en stekelart som beskrevs av Papp 2005. Protodacnusa effunda ingår i släktet Protodacnusa och familjen bracksteklar. Inga underarter finns listade i Catalogue of Life.